# Trần Anh Trà
Trần Anh Trà (16 tháng 6 năm 1929 – 17 tháng 9 năm 2011) là một nhà quay phim, đạo diễn phim tài liệu Việt Nam, ông được biết đến là 1 trong 2 người được ghi lại những hình ảnh cuối đời của Chủ tịch Hồ Chí Minh.

## Cuộc đời
Trần Anh Trà sinh ngày 16 tháng 6 năm 1926 tại Tam Quan, Hoài Nhơn, Bình Định Ông mất ngày 17 tháng 9 năm 2011, tại Bình Thạnh, thành phố Hồ Chí Minh.
Năm 1967, Trần Anh Trà từng được trao Huân chương Chiến công hạng Ba vì quay được máy bay của Không quân Hoa Kỳ bị quân dân Việt Nam bắn rơi khi đánh phá Hà Nội. Đầu tháng 8 năm 1969, hai nhà quay phim Nguyễn Thanh Xuân và Trần Anh Trà được Tổng cục Chính trị điều từ chiến trường B ra Phủ Chủ tịch để ghi lại hình ảnh của Chủ tịch Hồ Chí Minh. Gần 1 tháng sau các nhà quay phim chỉ được ghi hình các cán bộ và các buổi họp, họ vẫn chưa ghi lại được thước phim nào về vị chủ tịch. Chiều ngày 1 tháng 9, hai nhà quay phim được mang máy vào phòng bệnh để ghi hình. Sau đó, những thước phim này được giao lại cho Trung tá Dương Minh Đẩu, Giám đốc xưởng phim Quân Đội để quản lý, bảo mật.
Năm 1989, khi UNESCO chuẩn bị kỷ niệm 100 năm ngày sinh Hồ Chí Minh, ông Vũ Kỳ, từng là thư ký của Chủ tịch Hồ Chí Minh, đã bàn bạc với Xưởng phim Quân đội thực hiện một bộ phim tài liệu về những giây phút cuối cùng của vị chủ tịch. 3 cuốn phim được đạo diễn Phạm Quốc Vinh biên tập thành bộ phim Những giây phút cuối đời Bác Hồ, bộ phim được duyệt vào ngày 14 tháng 7 năm 1989 bởi Tổng bí thư Nguyễn Văn Linh. Được ghi hình những giây phút cuối đời của Bác là một nhiệm vụ bí mật nên gia đình ông cũng không biết đến việc này.
Trước khi nghỉ hưu, Trần Anh Trà từng giữa chức vụ Giám đốc Xưởng phim tài liệu thời sự Thành phố Hồ Chí Minh.

## Tác phẩm

### Quay phim
| Năm  | Phim                                       | Sản xuất            | Ghi chú | Nguồn |
| ---- | ------------------------------------------ | ------------------- | ------- | ----- |
| 1960 | Một người của người y tá quân đội          | Xưởng phim Quân đội |         |       |
| 1961 | Phân đội xe tăng yểm trợ bộ binh chiến đấu | Xưởng phim Quân đội |         |       |
| 1968 | Đường dây quyết thắng                      | Xưởng phim Quân đội |         |       |
| 1972 | Trên một cung đường mang tên Bác           | Xưởng phim Quân đội |         |       |
| 1975 | Đà Lạt vào xuân                            | Xưởng phim Quân đội |         |       |

### Đạo diễn
| Năm  | Phim                               | Sản xuất                                      | Ghi chú | Nguồn |
| ---- | ---------------------------------- | --------------------------------------------- | ------- | ----- |
| 1963 | Chiến thắng Dương Liễu – Đèo Nhông | Xưởng phim Quân Đội                           |         |       |
| 1965 | Trận địa trên sông Cấm             | Xưởng phim Quân Đội                           |         |       |
| 1978 | Những người trồng lúa của Sư đoàn  | Xưởng phim Quân Đội                           |         |       |
| 1981 | Phẫu thuật tạo hình                | Xí nghiệp phim Tổng hợp Thành phố Hồ Chí Minh |         |       |
| 1983 | Qua đảo Long Sơn                   | Xí nghiệp phim Tổng hợp Thành phố Hồ Chí Minh |         |       |
| 1985 | Người Công giáo huyện Thống Nhất   | Xí nghiệp phim Tổng hợp Thành phố Hồ Chí Minh |         |       |
| 1986 | Người S'tiêng                      | Xí nghiệp phim Tổng hợp Thành phố Hồ Chí Minh |         |       |

## Thành tựu
- Nghệ sĩ ưu tú
- Huân Chương Chiến Công Hạng 3[2]
- Huân chương Kháng chiến hạng Nhất[1]
- Huy hiệu 60 năm tuổi Đảng[1]

## Giải thưởng
- Bông sen Bạc hạng mục Phim tài liệu – Liên hoan phim Việt Nam lần thứ 1 cho phim Chiến Thắng Dương Liễu – Đèo Nhông.[2][1]
- Bông sen Bạc hạng mục Phim tài liệu – Liên hoan phim Việt Nam lần thứ 1 phim Trận địa trên sông Cấm.[2][1]
- Bông sen Bạc hạng mục Phim tài liệu – Liên hoan phim Việt Nam lần thứ 6 phim Qua Đảo Long Sơn.[2]
- Bông sen Vàng hạng mục Phim tài liệu – Liên hoan phim Việt Nam lần thứ 7 phim Người Công giáo huyện Thống Nhất.[2]
- Bằng Khen Của Ban Giám Khảo hạng mục Phim tài liệu – Liên hoan phim Việt Nam lần thứ 8 phim Người Stiêng.[2]